# Eparchia połtawska
Eparchia połtawska – jedna z eparchii Ukraińskiego Kościoła Prawosławnego Patriarchatu Moskiewskiego, z siedzibą w Połtawie. Jej obecnym ordynariuszem jest metropolita połtawski i myrhorodzki Filip (Osadczenko), zaś funkcję katedry pełni sobór św. Makarego w Połtawie. Drugą katedrą jest sobór Zaśnięcia Matki Bożej w Myrhorodzie.

Eparchia połtawska na tle podziału administracyjnego UKP PM

Eparchia powstała w 1803 pod nazwą połtawskiej i pierjasławskiej (ze stolicą w Połtawie od 1847). Według danych z 1912 eparchia liczyła 1250 cerkwi (z czego 1124 parafialne), siedem monasterów (trzy męskie i cztery żeńskie) zamieszkiwanych przez 500 mnichów i mniszek, prowadziła seminarium duchowne w Połtawie oraz cztery niższe szkoły duchowne. W instytucjach eparchii pracę duszpasterską prowadziło 1313 kapłanów. Łączna liczba prawosławnych wiernych na terytorium administratury wynosiła 2 606 899 osób. Po rewolucji październikowej władze radzieckie zamknęły wszystkie monastery eparchii oraz większość prowadzonych przez nią parafii. Od 1937 działalność administratury praktycznie zamarła. Częściowe odrodzenie życia religijnego w regionie miało miejsce po zajęciu Połtawy przez wojska niemieckie po ataku III Rzeszy na ZSRR. W 1942 zarząd eparchii objął biskup Beniamin (Nowicki). W pierwszych latach powojennych władze radzieckie nie wracały do polityki walki z religią. W 1945 w eparchii działało 346 cerkwi obsługiwanych przez 376 kapłanów, w tym pięciu mnichów, jednak wskutek nowej fali prześladowań prawosławnych, przypadającej na lata 60. XX wieku, w 1970 liczba czynnych świątyń spadła do 52, zaś duchownych – do 65. Taki stan rzeczy utrzymywał się do końca lat 80. Według danych z 2009 w skład eparchii wchodziło 146 parafii obsługiwanych przez 166 kapłanów.

## Nazwy eparchii
- połtawska i perejasławska (1803–1937)
- połtawska i łubieńska (1942–1943)
- połtawska i krzemieńczucka (1944–2007)
- połtawska i myrhorodska (od 2007)

W eparchii działają dwa monastery: męski Mgarski Monaster Przemienienia Pańskiego oraz żeński monaster Podwyższenia Krzyża Świętego w Połtawie.

### Biskupi połtawscy[5]
- Sylwester (Lebiedinski), 1803–1807
- Teofan (Iwanow), 1807–1812
- Anatol (Maksimowicz), 1812–1816
- Metody (Piszniajewski), 1816–1824
- Jerzy (Jaszczurżinski), 1824–1830
- Nataniel (Pawłowski), 1830–1834
- Gedeon (Wiszniewski), 1834–1849
- Jeremiasz (Sołowjow), 1849–1850
- Nataniel (Sawczenko), 1850–1860
- Aleksander (Pawłowicz), 1860–1862
- Jan (Pietin), 1863–1887
- Hilarion (Juszenow), 1887–1904
- Jan (Smirnow), 1904–1910
- Nazariusz (Kiriłłow), 1910–1913
- Teofan (Bystrow), 1913–1919
- Damian (Woskriesienski), 1919–1920
- Grzegorz (Lisowski), 1923–1927
- Damian (Woskriesienski), 1927–1928
- Sergiusz (Griszyn), 1928–1932
- Mikołaj (Pirski), 1932–1935
- Tichon (Rusinow), 1935–1937
- Mitrofan (Rusinow), 1937–1938
- Beniamin (Nowicki), 1942–1943
- Mikołaj (Czufarowski), 1944
- Stefan (Procenko), 1944–1945
- Szymon (Iwanowski), 1945–1947
- Palladiusz (Kaminski), 1947–1952
- Serafin (Szarapow), 1952–1958
- Alipiusz (Chotowicki), 1961–1964
- Teodozjusz (Prociuk), 1964–1967
- Teodozjusz (Dikun), 1967–1979
- Damaskin (Bodry), 1979–1985
- Sawa (Babyneć), 1985–1992
- Teodozjusz (Dikun), 1992–2001
- Filip (Osadczenko), od 2001